# Plicamycin
Plicamycin bzw. Mithramycin ist eine chemische Verbindung aus der Gruppe der trizyklischen Pentaglykoside. Es ist ein natürlich vorkommendes Polyketid-Antibiotikum mit antitumoralen Eigenschaften.

## Vorkommen
Plicamycin wird aus Kulturen von Streptomyces tanashiensis oder Streptomyces argillaceus gewonnen.

## Eigenschaften
Plicamycin ist ein gelber Feststoff, der löslich in Dimethylsulfoxid (DMSO) ist.

## Verwendung
Plicamycin wurde in den 1960er Jahren als zytotoxisches Medikament entwickelt und erfolgreich bei der Behandlung von gestreutem Hodenkrebs eingesetzt. Es wirkt durch Hemmung der RNA-Synthese über die DNA-anhängige RNA-Polymerase. Die Verbindung wird durch seine hemmenden Wirkung auf Osteoklasten (abbauende Knochenzellen) vor allem zur Behandlung der Hypercalcämie im Rahmen von malignen Tumoren eingesetzt. Plicamycin bindet an G-C-reiche DNA und verdrängt den Transkriptionsfaktor Sp1 von seinen Stellen in den Promotoren ausgewählter Onkogene, wie c-Myc und c-Src. Die durch die Verbindung hervorgerufene Hemmung der Sp1-Aktivität wurde mit größeren DNA-Schäden und Zelltod in Zellen in Verbindung gebracht, die homozygot für SNP309 sind.
Die Dosierung von Plicamycin richtet sich nach der Nierenleistung. Es sollte nicht bei schwerem Nieren- oder Leberversagen oder Thrombozytopenie eingesetzt werden. Seit dem Aufkommen der Bisphosphonate wird es viel seltener eingesetzt.

## Regulierung
Über den Safe Drinking Water and Toxic Enforcement Act of 1986 besteht in Kalifornien seit dem 1. April 1990 eine Kennzeichnungspflicht für Produkte, die Plicamycin enthalten.